# Hermann Findel
Hermann Findel (* 19. Oktober 1843 in Marktleugast; † 10. April 1922 in Einbeck) war Kaufmann, Senator und Mitglied des Deutschen Reichstags.

## Leben
Findel besuchte die Volksschule zu Marktleugast und lernte als Kaufmann in Vahlbruch bei Polle von 1859 bis 1863, konditionierte in Hameln und Nordhausen. 1872 etablierte er sich in Einbeck und hatte ein Passementerie-, Kurz- und Weißwaren-Detailgeschäft bis 1905. Im Mai 1890 wurde er zum Bürgervorsteher, im Januar 1894 zum Wortführer und Juli 1903 zum Senator in Einbeck gewählt. Viele Jahre gehörte er dem Kreistag an und war bis zu seiner Wahl zum Senator Vorstandsmitglied des hannoverschen Städtevereins. Er gründete hier eine Handelsschule und einen Spar- und Darlehnsverein für mittlere und kleinere Gewerbetreibende. 1888/89 war er Meister vom Stuhl der Freimaurerloge Georg zu den drei Säulen Einbeck.
Auch diente er beim 4. Artillerie-Regiment der Bayerischen Armee in Augsburg, machte die Kriege von 1866 und 1870 freiwillig mit und schied als Unteroffizier aus. Er wurde ausgezeichnet mit dem Eisernen Kreuz II. Klasse, dem Militär-Verdienstkreuz, der Kriegsdenkmünze von 1866 und 1870, der Centenarmedaille und der Landwehr-Dienstauszeichnung.
Von 1907 bis 1912 war er Mitglied des Deutschen Reichstags für den Wahlkreis Hannover 11 (Einbeck, Northeim, Osterode am Harz, Uslar),  und die Nationalliberale Partei.